# 建安州
建安州都督府，唐羁縻都督府名。唐高宗总章元年（668年）九月，司空李世勣灭高句丽。十二月，分高句丽地为九都督府，四十二州，一百县，并在平壤城设置安东都护府以统治。首任都护薛仁贵。但当地的都督、刺史、县令，仍由高句丽贵族担任。
建安州都督府为九都督府之一，隶属安东都护府。治所在建安城，即今辽宁省盖县东北7.5公里的清石关堡高丽城村的东山上。
安史之乱后，唐朝失去辽东的控制。建安州都督府废除。 

## 建安州都督
- 高瑗
- 高怀[1]